# عمر خيسوس موراليس
عمر خيسوس موراليس (بالإسبانية: Omar Jesús Morales) (18 يناير 1988 بتاريخا، بوليفيا في بوليفيا - ) هو لاعب كرة قدم بوليفي في مركز الدفاع. شارك مع منتخب بوليفيا تحت 20 سنة لكرة القدم. أما مع النوادي، فقد لعب مع نادي خورخي ويلسترمان وClub Petrolero ‏ ونادي بلومينغ.

## وصلات خارجية
- عمر خيسوس موراليس على موقع قاعدة بيانات كرة القدم.إي يو (الإنجليزية)
- عمر خيسوس موراليس على موقع Soccerway.com (الإنجليزية)
- عمر خيسوس موراليس على موقع AS.com (الإسبانية)